# Selle Italia (fabrikant)

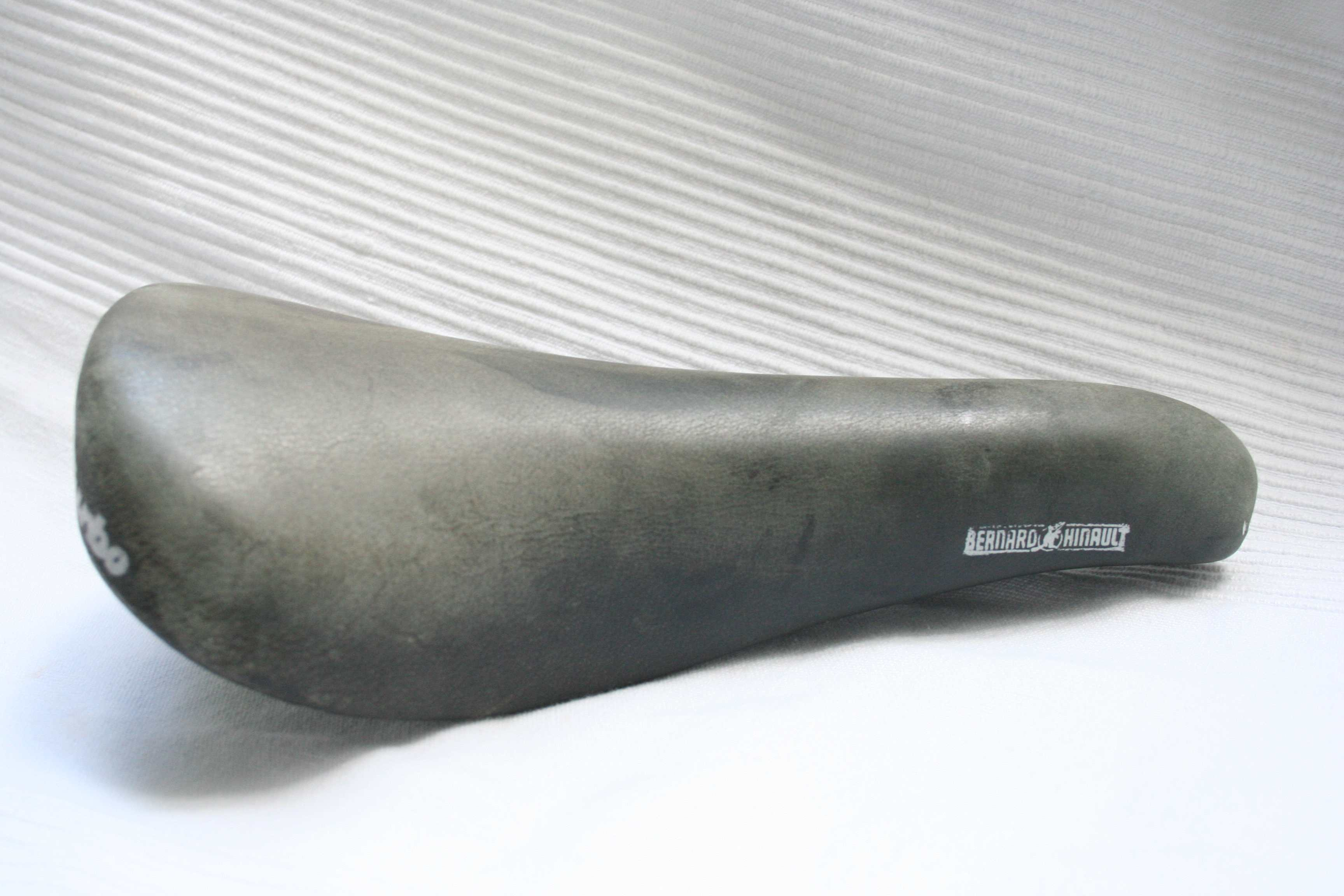
Selle Italia turbomodel „Bernard Hinault“

Selle Italia is een Italiaanse fabrikant van fietszadels.
Selle Italia werd in 1897 in het dorpje Corsico in de buurt van Milaan opgericht. Oorspronkelijk vervaardigde het bedrijf zadels voor transportfietsen. In de jaren zeventig nam de ondernemersfamilie Bigolin het bedrijf over en deed investeringen in nieuwe fabricagemethoden en materialen. Van de producten van Selle Italia wordt 89 procent geëxporteerd.